# Belvedere (Reggio Emilia)
Il Belvedere, talvolta San Pellegrino-Belvedere, è un quartiere della periferia sud di Reggio Emilia situato a circa 2 km dal centro storico della città, lungo il tratto urbano della strada statale 63 del Valico del Cerreto. In passato noto come Nebbiara (Nebièera in dialetto reggiano), antico nome della località caduto in disuso, si caratterizza come un agglomerato a vocazione prevalentemente residenziale e terziaria. 
La parte del quartiere situata a ridosso di via della Canalina, e compresa tra via Inghilterra e via Martiri della Bettola (esclusa), è conosciuta dai reggiani come la zona della Canalina, che comprende anche porzioni di Crocetta, Migliolungo e Baragalla.
Quella a cavallo di via Martiri della Bettola (strada statale 63) è invece informalmente individuata come zona di Villa Verde.

## Geografia
Il rione è situato in un ambito di media pianura all'interno del tessuto urbano della città consolidata. È lambito a est dal torrente Crostolo, a nord dal tratto terminale di via Monte Cisa, via Gabriele D'Annunzio, via Lelio Basso, via Rivoluzione d'Ottobre e via Antonio Assalini, a ovest da via Inghilterra e a sud dalla linea elettrica ad alta tensione San Polo d'Enza-Ca' de Caroli. Confina a nord con la Crocetta e il Migliolungo, a est con San Pellegrino, a sud con Baragalla e a ovest con Coviolo.
L'altitudine varia da 67 a 75 m s.l.m.

## Storia
Il toponimo Belvedere è di chiara etimologia e sta a indicare un luogo ameno. La località, sin dal 1315, era chiamata Nebbiara. Il toponimo, non più utilizzato, era riferito in particolare all'insediamento rurale posto al termine dell'attuale via Niccolò Tommaseo, in prossimità del torrente Crostolo, già presente nel catasto unitario e appartenuto a un’antica tenuta dell’Opera Pia della Carità e successivamente delle monache di Santa Maria Maddalena poi allivellato dalla famiglia Iotti. Il toponimo Nebbiara indica la maestà dedicata alla Madonna posta tra via Donizone da Canossa e la strada statale 63. 
Il territorio del Belvedere è stato a carattere prevalentemente agricolo fino all'inizio degli anni 1950. In quel periodo a sud del ponte di San Pellegrino, fra la strada statale del valico del Cerreto e il torrente Crostolo, fu costruita la prima zona residenziale del posto, denominata Villaggio Belvedere. Prima di allora tutta la zona posta fra porta Castello e Rivalta era indifferentemente indicata come San Pellegrino. 
Quegli anni videro insediarsi nel quartiere diversi servizi di welfare cittadino, tra cui la scuola primaria statale Italo Calvino con l'istituto professionale socio-sanitario Galvani-Jodi e l'azienda di servizi alla persona Osea (Opera di Servizi Educativi Assistenziali). 
Tra la fine degli anni 1950 e l'inizio degli anni 1960 è viene realizzata l'Unità di abitazione Nebbiara nota come Villaggio Architetti, progettata dalla Cooperativa architetti e ingegneri di Reggio Emilia. Nel ventennio che va dal 1970 al 1990 buona parte delle aree rimaste non urbanizzate furono saturate: l'intervento urbanistico di maggiore impatto fu il centro direzionale san Pellegrino, completato all'inizio degli anni '80.

## Monumenti e luoghi di interesse

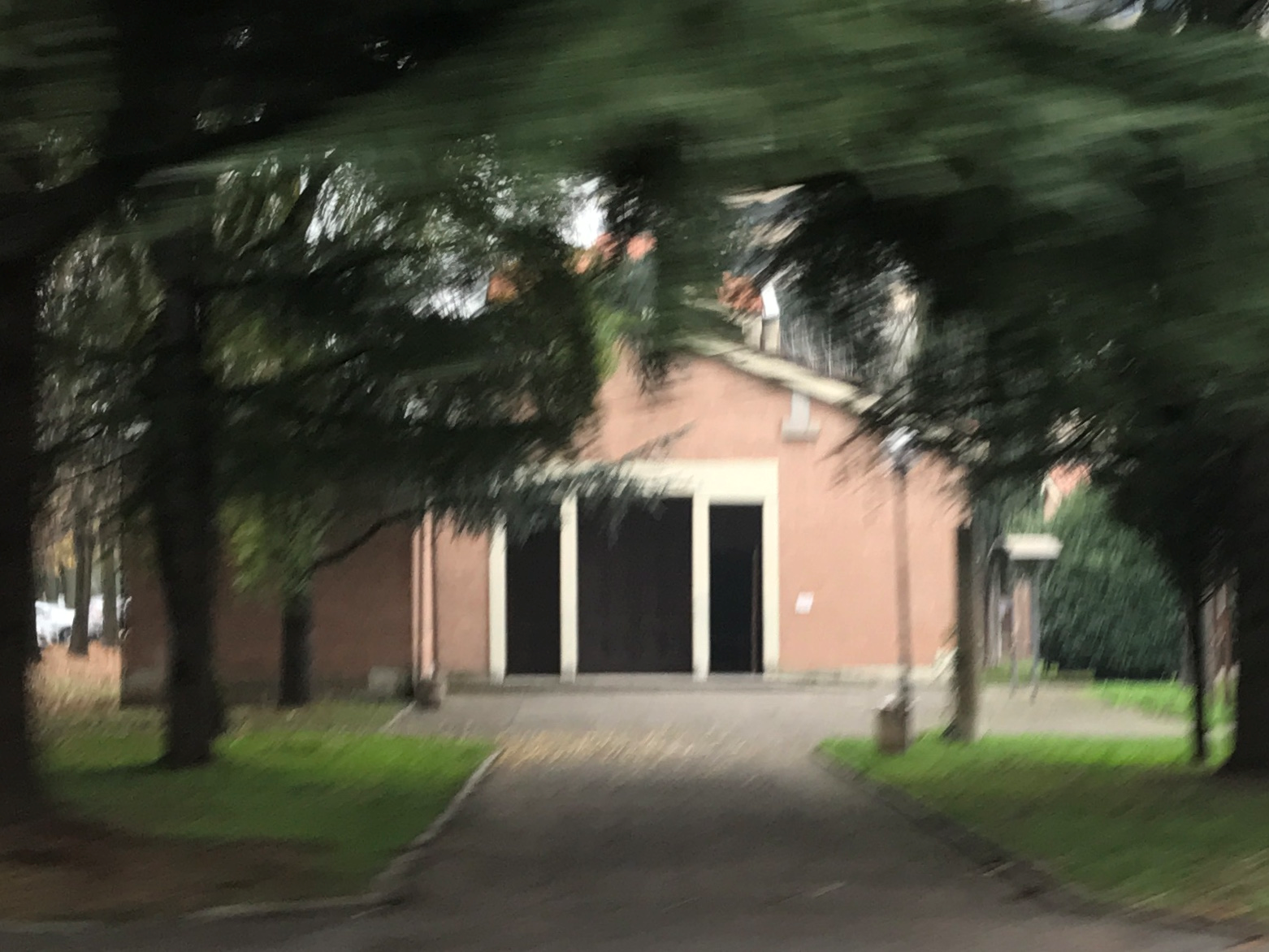
Chiesa del Preziosissimo Sangue

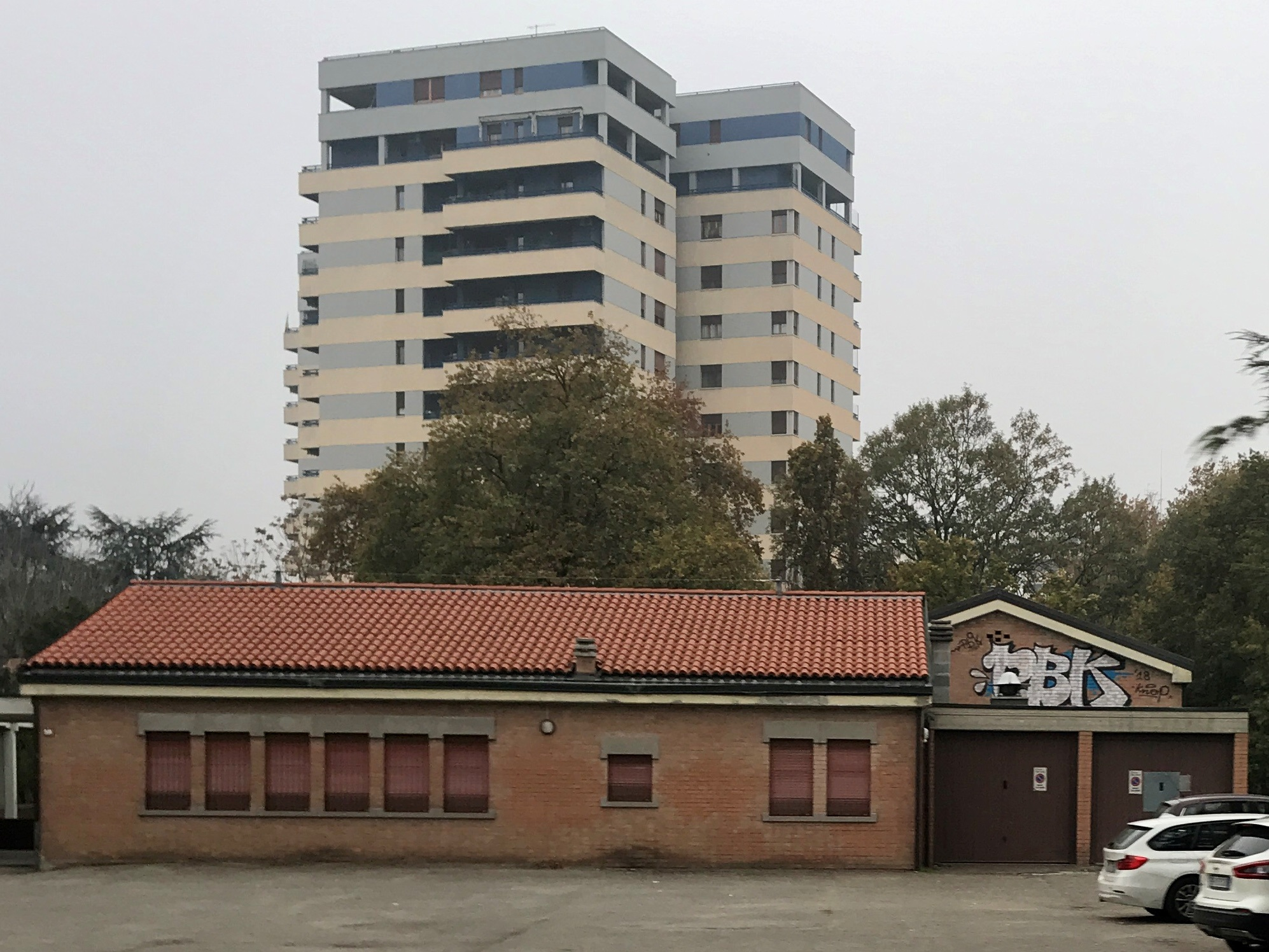
Oratorio parrocchiale e condominio a torre

### Architetture religiose
- Chiesa parrocchiale del Preziosissimo Sangue di N.S.G.C.[8], via Martiri della Bettola
- Chiesa vescovile di san Lorenzo[9][10], via della Canalina
- Oratorio della Beata Vergine dell'Assunta[11], Villa Magawly, via della Canalina
- Oratorio della Madonna di Nebbiara[7], via Martiri della Bettola
- Edicola votiva della Madonna di Nebbiara[12], maestà, via Martiri della Bettola

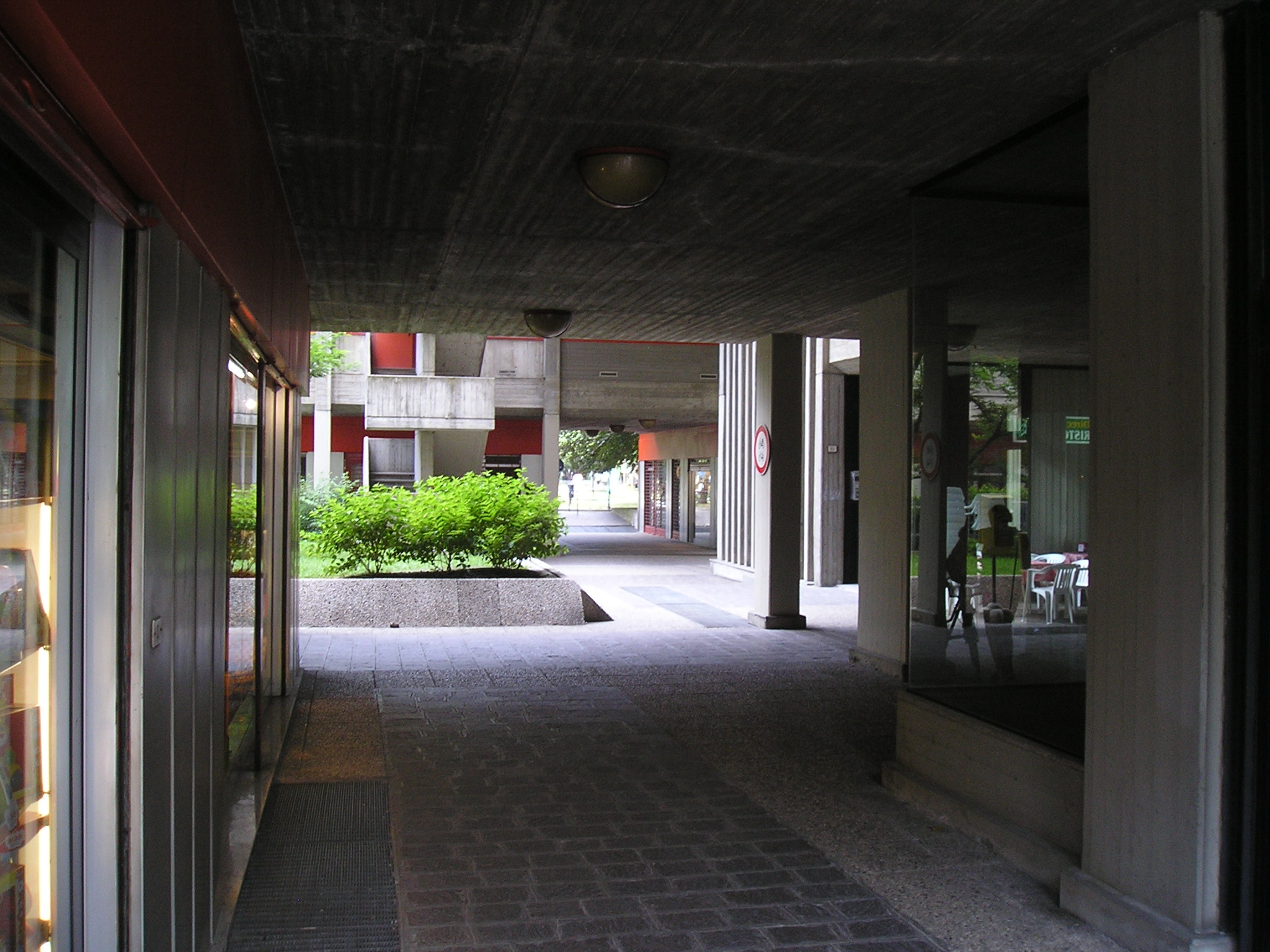
Centro direzionale San Pellegrino, porticato

### Architetture civili
- Livello Iotti (XIX secolo)[6], via Nicolò Tommaseo
- Casino Spallanzani (fine XVIII secolo- inizio XIX secolo)[13], via Nicolò Tommaseo
- Casino Carlozzi (XVIII secolo)[14], via Vitaliano Brancati
- Villino Tedeschi (XVIII secolo)[15], via Martiri della Bettola
- Casino Rossi (XVIII secolo)[16], via Martiri di Soweto
- Casino Piazzi-Nebbiara[7], via Martiri della Bettola
- Villa Magawly (XVI secolo)[11], via della Canalina
- Unità d'abitazione Nebbiara (1959-1961) oggi Villaggio Architetti [17][18], via Gasparo Gozzi
- Centro direzionale San Pellegrino (1981), via Gandhi

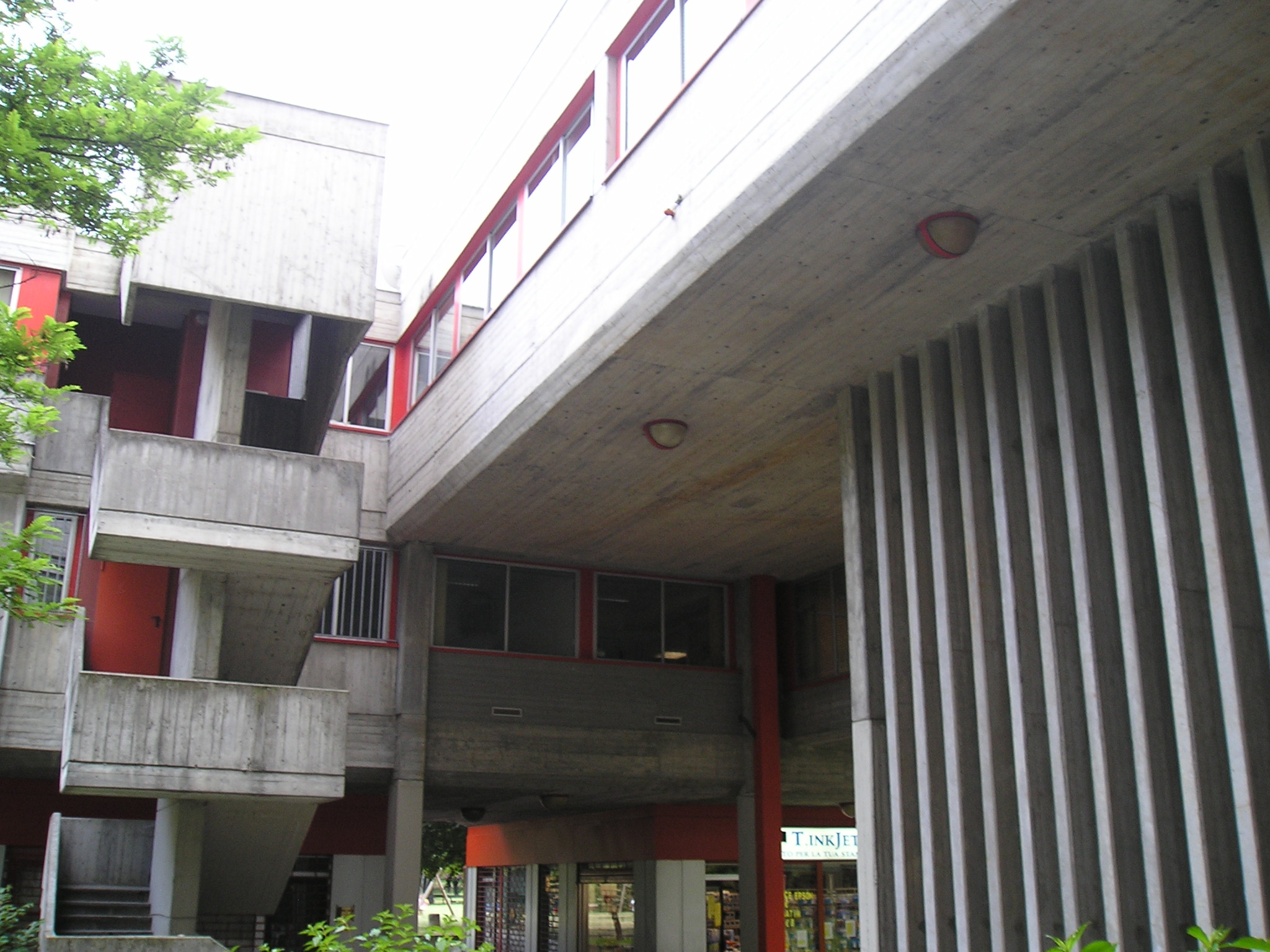
Centro direzionale San Pellegrino, particolare

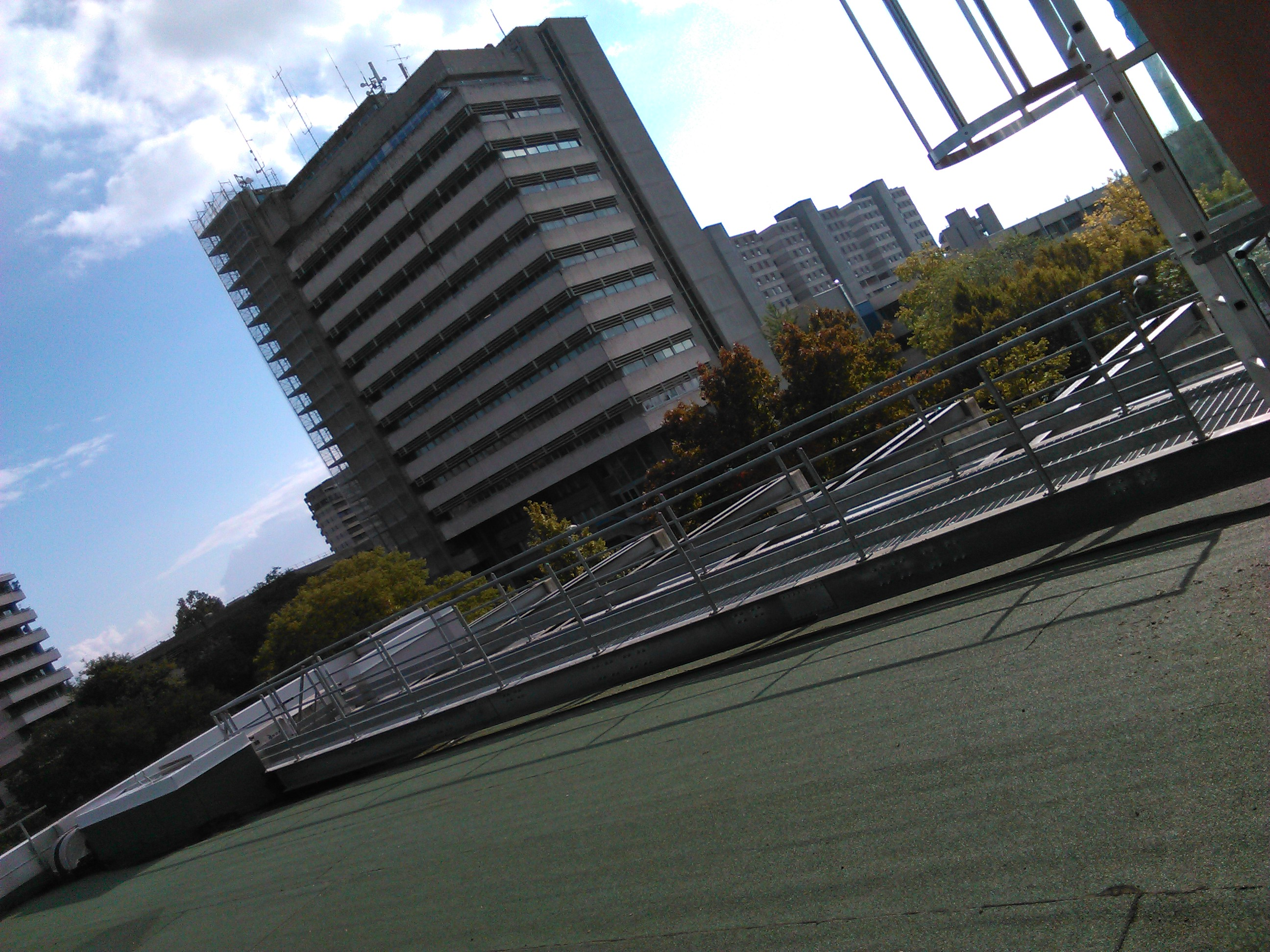
Torre Unicredit ex Carire e direzionale San Pellegrino dal tetto della biblioteca Gerra

### Siti archeologici
- Elementi della centuriazione romana[12], via della Canalina
- Paleosuolo con pozzo per acqua del neolitico medio[19], parco I Bagolari[12] (ora Parco della Pace Oliver Tambo), via Gandhi

### Aree naturali
Belvedere è porta d'accesso per il Parco naturalistico del torrente Crostolo. Tuttavia il quartiere conta diversi parchi urbani, fra cui spicca il parco I Bagolari (ora Parco della Pace "Oliver Tambo").

#### Giardini
- Giardino privato Casino Rossi[16], via Martiri della Bettola
- Giardino privato Casino Piazzi - Nebbiara[7], via Martiri della Bettola

#### Parchi
- Passeggiata del Crostolo o passeggiata delle Caprette [22], via Monte Cisa
- Parco della Pace "Oliver Tambo" (già I Bagolari)[23][21], via Martiri della Bettola
- Parco Renato Fucini "Bruno e Clara Verona" (al Poggio)[24], via Renato Fucini
- Parco di Villa Magawly[25], via della Canalina
- Parco Giuseppe Fanin[26], via Pietro Bembo
- Parco Walpot[27], via Georgi Dimitrov

## Società
Il quartiere crebbe a livello demografico fino agli anni '80 per poi assestarsi e diminuire leggermente negli anni 2000. Fra il 2014 e il 2019 il Belvedere ha visto la popolazione diminuire dello 0,78% rimanendo al di sopra dei 4.100 residenti.
Vi è il secondo indice di vecchiaia più alto della città dopo il quartiere Mirabello (256 contro 137 a livello comunale). Il tasso di natalità è, invece, molto più basso della media comunale (4,3 contro 8‰). Il numero di componenti medi a nucleo famigliare è simile a quello del comune (2,16 rispetto a 2,2 componenti a nucleo).
La presenza di cittadini stranieri è molto più bassa del dato generale della città ed è pari al 7,3% (contro il 16,4% a livello comunale): Belvedere è infatti uno dei quartieri con il più alto livello di reddito della città e dove il prezzo degli alloggi rimane molto elevato. Le prime tre nazionalità non italiane presenti sul territorio provengono da: Ucraina, Albania e Romania. 

### Tradizioni e folclore
- Solennità del Santissimo Corpo e Sangue di Cristo, maggio-giugno

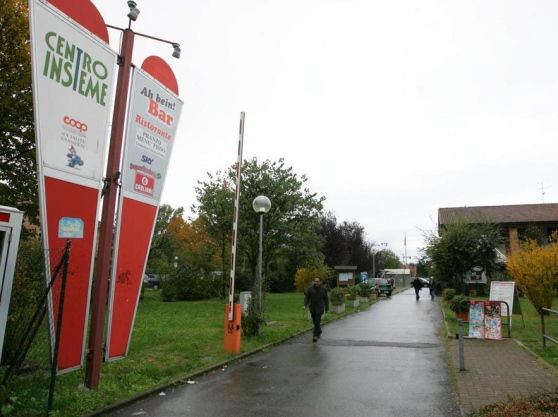
Centro insieme, ingresso

### Istituzioni, enti e associazioni
- Centro Insieme - Circolo Arci Bismantova Catellani[29], via della Canalina
- Moto Club Crostolo[30], via della Canalina
- Circolo Arci Mahatma Asd, via Nicolò Tommaseo
- Parrocchia del Preziosissimo Sangue di Nostro Signore Gesù Cristo[31][32], via Martiri della Bettola
- Compagnia Arcieri del Torrazzo[33], via della Canalina
- Casa di cura polispecialistica Villa Verde[34], via Lelio Basso
- Fondazione Guido Franzini onlus[35], via Lelio Basso
- International Teen Coach Association[36], via Gandhi
- G.A.S.T. onlus[37], via Gandhi
- Reggiana Educatori Società Cooperativa Sociale[38], via Gandhi
- Villaggio Educativo Ermanno Dossetti (ex Osea)[39], via della Canalina
- Associazione L'Arca di Sara[40], via Martiri della Bettola
- Reggio Calcio Asd[41], via della Canalina
- Pallacanestro Reggiana[42], via Martiri della Bettola
- Villa al Poggio Residence Terza Età, via Guido de Ruggiero
- Galleria d'Arte Attilio Braglia[43], via Georgi Dimitrov
- Iescool[44], via Gandhi
- Telefono Azzurro - Reggio Emilia, c/o Centro Insieme, via della Canalina
- Unicredit, uffici Reggio Emilia Gandhi[45], via Gandhi

## Cultura

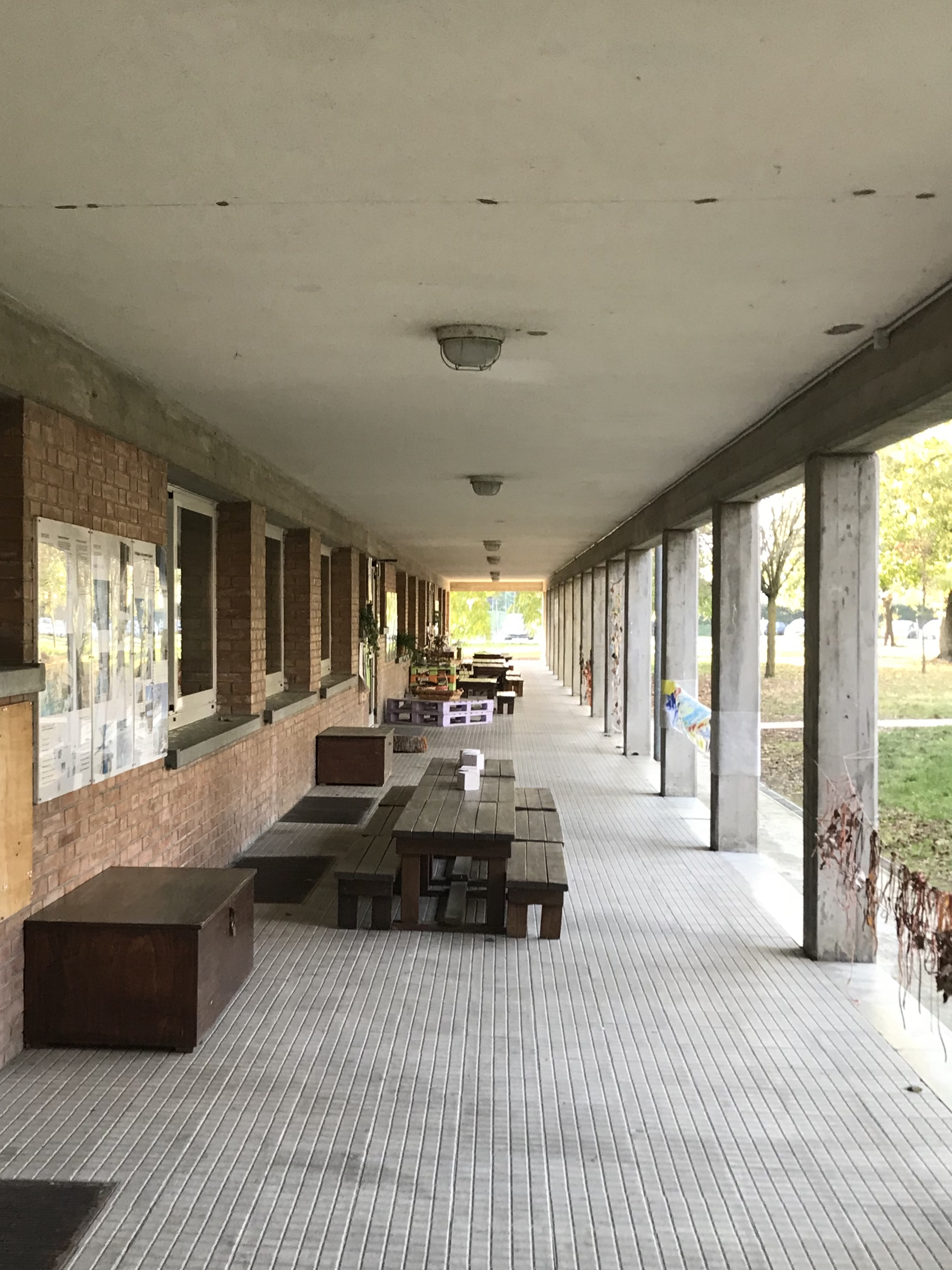
Nido scuola Picasso-Belvedere, Villaggio Ermanno Dossetti

### Infanzia
- Nido-scuola dell'infanzia Pablo Picasso-Belvedere[46], via Martiri della Bettola[9]
- Nido-scuola dell'infanzia Miro[47], via Martiri della Bettola[9]
- Scuola dell'infanzia comunale Ernesto Balducci[48], via della Canalina
- Scuola dell'infanzia statale Don Luigi Guglielmi (già Don Milani 2)[49], via della Canalina[50]
- Scuola dell'infanzia statale Don Milani[51], via Gandhi

### Scuola dell'obbligo
- Scuola primaria statale Don Milani[52], via Gandhi
- Scuola primaria statale Italo Calvino[53], via della Canalina[50]
- Istituto comprensivo Antonio Ligabue[54], via Rivoluzione d'Ottobre

### Altro
- Istituto professionale per i servizi socio-sanitario Galvani-Iodi[55], via della Canalina[50]
- CTS - Centro territoriale di supporto Reggio Emilia[56], via della Canalina[50]
- CEP - Centro Educativo Pomeridiano comunale 11 - 14 anni Iqbal Masih[57], via Martiri della Bettola

## Infrastrutture e trasporti

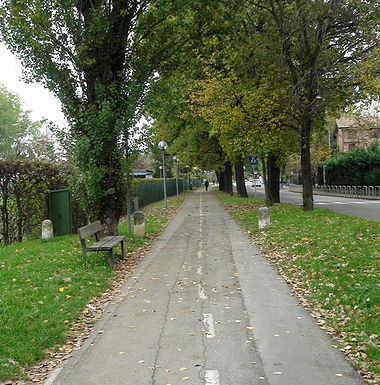
Belvedere. Pista ciclabile in via della Canalina

Il quartiere è attraversato dalle principali ciclovie che dalla zona meridionale del territorio comunale portano verso il centro della città, fra cui:
- Ciclovia 5 Rivalta - Centro: Centro storico - Parcheggio Cecati - Cimitero Monumentale (ex Suburbano) - Ponte vecchio di San Claudio - Canalina - Baragalla - Rivalta

- Ciclovia A Greenway del Crostolo (Cintura Verde - Parco del Crostolo): Punta di Roncocesi - Cavazzoli - Via Emilia - Regina Pacis - Ponte del Gattaglio - Ponte di S. Pellegrino - Parco delle Caprette - Baragalla - Reggia di Rivalta - Villa d'Este (Vasca di Corbelli)

Sulla Ciclovia A insiste l'itinerario della Via Matildica del Volto Santo, indicato in loco come sentiero CAI 646, che collega Mantova a Lucca.
Sono inoltre presenti linee del trasporto pubblico locale urbano ad alta frequenza che attraversano l'agglomerato collegando Rivalta e Baragalla al centro storico di Reggio, al Campovolo e alla zona industriale di Mancasale.
Le caratteristiche urbanistiche del quartiere lo hanno reso parte, per la maggior parte, di una Zona Residenziale a Traffico Moderato.
A ridosso del centro direzionale San Pellegrino è situata la centrale di teleriscaldamento Rete 1, esercita da Iren, che serve buona parte della zona residenziale a sud della città erogando anche il servizio di teleraffrescamento.

## Economia
Il quartiere Belvedere ha una vocazione prettamente residenziale, terziaria e sportiva. Le attività produttive sono sostanzialmente assenti se non legate alla produzione artigianale e vendita diretta. Il commercio al dettaglio è collocato principalmente presso il centro direzionale San Pellegrino, in via Gandhi, e lungo via Martiri della Bettola (tratto urbano della SS 63). 
Sono presenti cospicue aree pubbliche e private dedicate all'erogazione di servizi alla persona. Fra queste: la casa di cura policlinica Villa Verde, che costituisce uno dei tre poli ospedalieri della città; la casa residenza per anziani Villa al Poggio di via De Ruggiero; il Villaggio Ermanno Dossetti già Belvedere, ex OSEA (Opere di Servizi Educativi Assistenziali), di via della Canalina; il Polo sociale Sud dei servizi territoriali del Comune di Reggio Emilia di via Gandhi e il Centro ricreativo Centro Insieme di via della Canalina. 
Il centro direzionale San Pellegrino ospita fra i maggiori uffici finanziari e direzionali della città.

## Amministrazione
Il territorio del Belvedere è sempre stato sottoposto alla giurisdizione del Comune di Reggio all'interno della villa di San Pellegrino. Dal 1978 al 2009 ha fatto parte della Circoscrizione Quarta e, dal 2009 al 2014, della Circoscrizione Sud. Dal 2014 le circoscrizioni di decentramento amministrativo nelle città con meno di 250.000 abitanti delle regioni a statuto ordinario sono state abolite. Il governo della circoscrizione (che comprendeva anche le frazioni più esterne e i quartieri limitrofi) è sempre stato retto da maggioranze di sinistra, guidate dal PCI e dal PSI e, dal 1995, di centrosinistra. La sede circoscrizionale era ospitata all'interno del centro direzionale San Pellegrino, in via Gandhi, proprio al Belvedere.

## Sport
La zona si caratterizza a forte vocazione sportiva. L'impiantistica è particolarmente diffusa in tutto il quartiere, in particolare a ridosso di via della Canalina. Le associazioni sportive che operano in loco sono presenti in gran numero.
I principali impianti sportivi aperti all'attività agonistica e dilettantistica sono i seguenti:
- Campi di calcio comunali Umberto Merli[64] (calcio e football americano a cura di Reggio Calcio U.S. Asd[65] e Asd Club Deportivo), via della Canalina
- Campo di calcio ex OSEA (a cura del CSI), via della Canalina[9]
- Campo comunale di tiro con l'arco A. Tonelli[66] (a cura di Compagnia Arcieri del Torrazzo[67]), via della Canalina
- Palestra scolastica comunale Don Milani (attività ginnico-motorie), via Gandhi
- Palestra scolastica comunale Don Iodi (attività ginnico-motorie), via della Canalina
- Palestra A-Gym ex OSEA (attività ginnico-motorie/psicomotricità a cura di Uisp), via della Canalina[9]
- Pista polivalente ex OSEA (basket), via della Canalina[9]

All'interno del circolo ricreativo Centro Insieme Bismantova-Catellani, di Arci, sono presenti diverse associazioni sportive, fra cui: il Moto club Crostolo, la società Podistica Bismantova, l'associazione di pesca sportiva Lenza Reggiana e l'associazione di cicloturismo GS Ciclistica Bismantova.
Nella zona della Canalina opera anche il Collettivo Urban Freedom che pratica l'attività di parkour.